# Calixa Lavallée
Calixa Lavallée (28 de dezembro de 1842 - 21 de janeiro de 1891) foi um músico franco-canadense. Foi músico de  banda durante a Guerra Civil Americana. Ele é mais conhecido por compor a música "O Canada", que se tornou oficialmente o hino nacional do Canadá em 1980, após uma votação no Senado e na Câmara dos Comuns. O mesmo Ato do Parlamento de 1980 também mudou algumas das letras inglesas. Uma ligeira alteração nas letras inglesas foi feita novamente em 2018. As letras francesas originais e a música, no entanto, permaneceram inalteradas desde 1880.

## Carreira
Aos 13 anos, Lavallée realizou um concerto de piano no Théâtre royal de Montréal. Em 1857, ele se mudou para os EUA e morou em Rhode Island. Depois de se apresentar como músico em diversos países, inclusive no Brasil e no México, ele retornou aos EUA, onde se alistou no 4º Rhode Island Volunteers do Union Army como um tocador de corneta durante a Guerra Civil Americana. Ele alcançou o posto de tenente. Ele foi ferido na Batalha de Antietam. Durante e depois da guerra, ele viajou entre o Canadá e os Estados Unidos construindo sua carreira na música.

## Trabalhos musicais selecionados
- Peacocks in Difficulties/Loulou, ópera cômica
- The Bridal Rose Overture, opereta
- The King of Diamonds abertura
- L'Absence, lyrics by Remi Tremblay, 1882–1885[3]
- L'Oiseau Mouche, Bluette de Salon, Op.11, 1865?[3]
- La Rose Nuptiale", quinteto de metais
- Une Couronne de Lauriers, Caprice de Genre, Op.10, 1865[3]
- Le Papillon (The Butterfly) Étude de Concerto para piano, 1874/1884[3]
- La Patrie (1874).[4]
- Marche funèbre, 1878[3]
- Violette, cantilène, lyrics by Napoleon Legendre and P.J. Curran, 1879[3]
- "O Canada", 1880[3]
- The Widow, 1881, ópera cômica (conhecida em francês como La veuve
- TIQ (The Indian Question), Settled at Last, 1882, ópera cômica